# Fresh Air
Fresh Air (anteriormente: Fresh Air with Terry Gross) é um talk show estadunidense transmitido pela National Public Radio desde 1985. É produzido pela WHYY-FM na Filadélfia, Pensilvânia. É atualmente apresentado por Terry Gross. Desde 2017, é retransmitido por 624 estações de rádio e conquistou quase 5 milhões de ouvintes. Algumas estações também transmitem o Fresh Air Weekend, um resumo das entrevistas da semana. Em 2016, Fresh Air foi o podcast mais baixado no iTunes.

## História
O programa estreou em 1975 no WHYY (então chamado WUHY), com Judy Blank como apresentadora. Em setembro daquele ano, Terry Gross assumiu como apresentadora e produtora. Em 1985, a WHYY lançou uma versão semanal de meia hora que foi distribuída nacionalmente pela NPR. Fresh Air começou a ser transmitido nacionalmente diariamente em 1987. É composto principalmente por entrevistas com figuras proeminentes do entretenimento, da cultura e jornalismo. Tonya Mosley, que co-apresentou Here and Now da WBUR-FM, foi nomeada co-apresentadora em 2023. O programa era anteriormente intitulado Fresh Air with Terry Gross, mas agora é abreviado.
David Edelstein foi demitido do cargo de crítico de cinema no dia 27 de novembro de 2018, por comentários feitos após a morte de Bernardo Bertolucci. Danny Miller realiza a produção executiva e o programa é dirigido por Roberta Shorrock.

## Controvérsias
Em fevereiro de 2002, quando Gross entrevistou Gene Simmons da banda Kiss, ele conversou sobre sua experiência sexual com mulheres de todas as faixas etárias e propôs uma demonstração a Gross; de acordo com a NPR, Simmons não concedeu permissão para que o áudio ou a transcrição fossem disponíveis na internet. Em julho de 2010, Fresh Air foi removido da rádio Mississippi Public Broadcasting por causa de "conteúdo impróprio recorrente", logo após a transmissão de uma entrevista com o comediante Louis C.K. na qual ele discutiu sua vida sexual. Em meados de 2011, voltou à programação noturna da rede estadual.

## Prêmios e indicações
Em 1993, a NPR, Fresh Air e Gross foram agraciados com o George Foster Peabody Award com elogios por suas "perguntas investigativas, entrevistas reveladoras e percepções incomuns". O programa foi incluído no Hall da Fama da Rádio Nacional em 2012. Em 2004, Gross publicou um livro com suas entrevistas favoritas do programa sob o título All I Did Was Ask.
Em 2016, Gross recebeu a Medalha Nacional de Humanidades do então presidente Barack Obama, "por sua engenhosa investigação da experiência humana. Seu questionamento paciente e persistente em milhares de entrevistas ao longo de quatro décadas levou figuras públicas a revelarem motivações pessoais por trás de vidas extraordinárias —revelando verdades simples que afirmam a nossa humanidade comum".